# Fujitsu FM R 70
Fujitsu FM R 70 (FM R 70) је професионални рачунар, производ фирме Фуџицу (Fujitsu) који је почео да се израђује у Јапану током 1988. године.
Користио је Intel 80386DX као централни микропроцесор а RAM меморија рачунара FM R 70 је имала капацитет од 584 KB + 2 MB проширени RAM до 10 MB. 
Као оперативни систем кориштен је MS-DOS.

## Детаљни подаци
Детаљнији подаци о рачунару FM R 70 су дати у табели испод.
|                       |                                                                          |
| [ 1 ]                 |                                                                          |
| Произвођач            | Фуџицу                                                                   |
| Тип                   | професионални рачунар                                                    |
| Меморија              | 584 + 2 проширени RAM до 10 MB                                           |
| Поријекло             | Јапан                                                                    |
| Година                | 1988                                                                     |
| Тастатура             | JIS (Japanese Industrial Standard) (117 тастера)                         |
| Процесор              |                                                                          |
| Фреквенција процесора | 16 (идући модел је имао i386/25)                                         |
| RAM                   | 584 + 2 проширени RAM до 10 MB                                           |
| ROM                   | 16KB                                                                     |
| Текст                 | 80 стубова x 25 линија (2 бајтни-KANA 40x25) 24-тачке KANA/KANJI-знакови |
| Графика               | 1120 x 750 тачака                                                        |
| Боја                  | 16 боја од 4096 боја у палети                                            |
| Звук                  | уграђени звучник                                                         |
| Димензије             | 47 (ширина) x 38,5 (дубина) x 12,5 (висина) / 18                         |
| Портови               |                                                                          |
| Оперативни систем     |                                                                          |